# Detective Conan: Cuenta regresiva al cielo
Detective Conan: Cuenta regresiva al cielo (名探偵コナン 天国へのカウントダウン Meitantei Conan: Tengoku no Kauntodaun?) es el título del quinto largometraje de la serie de anime y manga Detective Conan estrenado en Japón el 21 de abril del 2001. La película recaudó 3.4 billones de yens